# حسن بكراوان
حسن بكراوان (4 آب 1911 - 11 نيسان 1979) وهو سياسي ودبلوماسي إيراني وهو كذلك الرئيس الثاني لمنظمة الاستخبارات والأمن الوطنية الإيرانية والمعروفة باسم السافاك مابين عامي 1961 - 1965 . شغل بكروان العديد من المناصب في حياته منها حيث عمل في الملحق العسكري في السفارة الإيرانية في باكستان مابين عامي (1949 - 1950) وكذلك رئيس مخابرات الجيش مابين عامي (1951 - 1953) وعمل بعدها في الملحق العسكري للسفارة الإيرانية بالهند (1954 - 1957), نائب رئيس جهاز السافاك (1957 - 1961), رئيس جهاز السافاك (1961 - 1965), وزير الأعلام (1965 - 1966), سفير إيران عند باكستان (1966 - 1969), سفير إيران في فرنسا (1969 - 1973) وشغل كذلك منصب مستشار رفيع المستوى في وزراة العدل (1974 - 1979). أعدم بكراوان بعد قيام الثورة الإيرانية بقيادة الخميني وذلك في يوم 11 أبريل - نيسان من سنة 1979، وذكِرَ أنّه في أيام حكم الشاه، سعى بكروان مرةً ليشفع للخميني عند الشاه.